# 미우라 나루미
미우라 나루미(일본어: 三浦 成美, 1997년 7월 3일 ~ )는 일본의 여자 축구 선수이다.

## 국가대표팀 경력
2016년 FIFA U-20 여자 월드컵에 출전, 3위.
그녀는 2018년 6월 10일 뉴질랜드과의 경기에서 일본 국가대표팀에 데뷔했다. 2019년 FIFA 여자 월드컵, 2020년 하계 올림픽에도 출전했다. 2019년, 2022년 EAFF E-1 풋볼 챔피언십 우승.

## 통계
| 일본 | 일본 | 일본 |
| 연도 | 출전 | 득점 |
| ---- | ---- | ---- |
| 2018 | 5    | 0    |
| 2019 | 12   | 0    |
| 2020 | 3    | 0    |
| 2021 | 9    | 1    |
| 2022 | 2    | 0    |
| 2023 | 1    | 0    |
| 통산 | 32   | 1    |